# Hans Holbein (starszy)

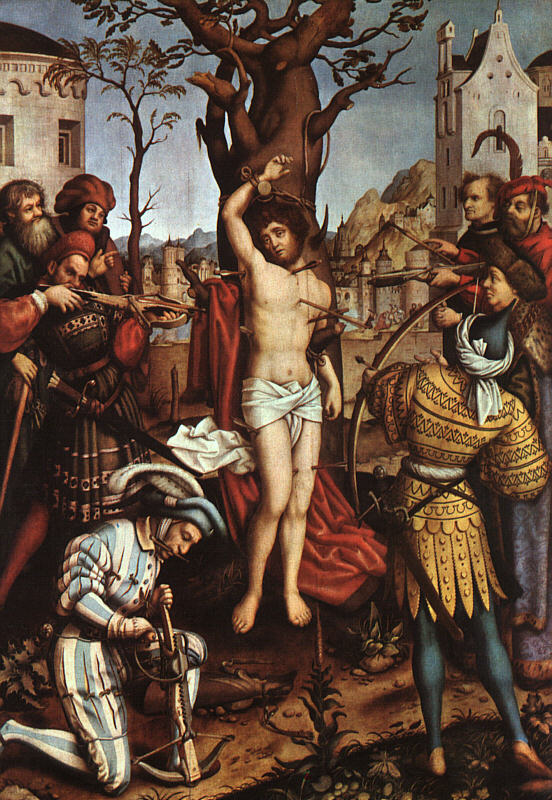
Męczeństwo św. Sebastiana (ok. 1516)

Hans Holbein (starszy) (ur. ok. 1465 w Augsburgu, zm. 1524 w Issenheim) – niemiecki malarz i rysownik późnego gotyku i renesansu.

## Życiorys
Działał w Augsburgu, Ulm, Frankfurcie nad Menem, Lucernie, Bazylei i Issenheim. Kształcił się w Ulm i być może w Niderlandach. Od 1493 działał w Augsburgu. W 1517 osiadł na stałe w Issenheim.
Malował przede wszystkim obrazy religijne i portrety. Wykonywał też rysunki piórkiem i srebrnym sztyftem. Projektował  witraże. W swojej twórczości pozostawał wierny tradycji późnogotyckiej (ikonografia, sposób oddawania głębi i perspektywy, modelowanie bryły), w której widoczne są wpływy renesansu niderlandzkiego (np. Rogiera van der Weydena i Hansa Memlinga) oraz włoskiego. Jego dzieła cechuje dążenie do realizmu, jasność kompozycji i harmonia barwna.
Jego brat Sigmund oraz dwaj synowie  Hans i Ambrosius również byli malarzami.

## Wybrane dzieła
- Zaśnięcie Marii Panny –  ok. 1490, 150 × 228,5 cm, Muzeum Sztuk Pięknych w Budapeszcie
- Narodziny Marii –  1493, 222 × 127 cm, Katedra, Augsburg
- Szara Pasja –  1494-1500, Staatsgalerie, Stuttgart
- Maria jako Matka Boleściwa –  1495, 74 × 54,5 cm, Gemäldegalerie, Berlin
- Bazylika Santa Maria Maggiore –  1499, Staatsgalerie Altdeutsche Meister, Augsburg
- Madonna z Dzieciątkiem –  ok. 1499, 24,5 × 16,5 cm, Kunsthistorisches Museum, Wiedeń
- Madonna z Dzieciątkiem –  ok. 1500, Bazylika św. Jakuba, Straubing
- Pokłon Trzech Króli –  1502, 142 × 85 cm, Stara Pinakoteka, Monachium
- Ołtarz z Kaisheim –  1502, 142 × 84 cm (mniejsze panele) + 179 × 82 cm (większe panele), Stara Pinakoteka, Monachium
- Bazylika św. Pawła –  1504, Staatsgalerie Altdeutsche Meister, Augsburg
- Wizerunek mężczyzny z pierścieniem –  1505, 40 × 26 cm, Kunsthistorisches Museum, Wiedeń
- Madonna z Dzieciątkiem i owocem granatu –  1510-11, 42,2 × 27 cm, Kunsthistorisches Museum, Wiedeń
- Męczeństwo św. Sebastiana –  ok. 1516, 153 × 107 cm, Stara Pinakoteka, Monachium,
- Św. Barbara –  1516, 150 × 47 cm, Stara Pinakoteka, Monachium,
- Św. Elżbieta z Turyngii –  1516, 150 × 47 cm, Stara Pinakoteka, Monachium,
- Portret kobiety –  1516-17, 35 × 26,5 cm, Muzeum Sztuki w Bazylei
- Portret kobiety –  1518-20, 24 × 17 cm, Museo Thyssen-Bornemisza, Madryt
- Portret mężczyzny –  1518-20, 24 × 17 cm, Museo Thyssen-Bornemisza, Madryt
- Źródło życia –  1519, Museu Nacional de Arte Antiga, Lizbona
- Madonna ze śpiącym Dzieciątkiem –  ok. 1520, 74 × 56 cm, Gemäldegalerie, Berlin